# Ouagne
Ouagne est une commune française, située dans le département de la Nièvre en région Bourgogne-Franche-Comté.

## Géographie
La commune d'Ouagne est traversée par le Beuvron, affluent de l'Yonne.
La région est particulièrement propice à l'élevage de bovins (race charolaise) car la vallée du Beuvron offre de riches pâturages, de Saint-Révérien au sud à Clamecy au nord.
Une bonne partie du territoire de la commune est couvert de forêts ; la Nièvre dans son ensemble est d'ailleurs l'un des départements les plus forestiers de France.
Ces forêts qui entourent le village donnent à la fois une impression d'isolement et de charme bucolique.

### Communes limitrophes
Les communes limitrophes sont  Breugnon, Cuncy-lès-Varzy, Rix, Saint-Germain-des-Bois, Saint-Pierre-du-Mont et Villiers-sur-Yonne.

### Climat
Pour des articles plus généraux, voir Climat de la Bourgogne-Franche-Comté et Climat de la Nièvre.
En 2010, le climat de la commune est de type climat océanique dégradé des plaines du Centre et du Nord, selon une étude du Centre national de la recherche scientifique s'appuyant sur une série de données couvrant la période 1971-2000. En 2020, Météo-France publie une typologie des climats de la France métropolitaine dans laquelle la commune est exposée à un climat océanique altéré et est dans la région climatique  Centre et contreforts nord du Massif Central, caractérisée par un air sec en été et un bon ensoleillement. 
Pour la période 1971-2000, la température annuelle moyenne est de 10,7 °C, avec une amplitude thermique annuelle de 15,2 °C. Le cumul annuel moyen de précipitations est de 837 mm, avec 12,6 jours de précipitations en janvier et 8 jours en juillet. Pour la période 1991-2020, la température moyenne annuelle observée sur la station météorologique de Météo-France la plus proche, « Clamecy », sur la commune de Clamecy à 7 km à vol d'oiseau, est de 11,5 °C et le cumul annuel moyen de précipitations est de 707,4 mm. 
La température maximale relevée sur cette station est de 40,7 °C, atteinte le 25 juillet 2019 ; la température minimale est de −14 °C, atteinte le 9 février 2012,,. 
Les paramètres climatiques de la commune ont été estimés pour le milieu du siècle (2041-2070) selon différents scénarios d'émission de gaz à effet de serre à partir des nouvelles projections climatiques de référence DRIAS-2020. Ils sont consultables sur un site dédié publié par Météo-France en novembre 2022.

## Urbanisme

### Typologie
Au 1er janvier 2024, Ouagne est catégorisée commune rurale à habitat dispersé, selon la nouvelle grille communale de densité à sept niveaux définie par l'Insee en 2022.
Elle est située hors unité urbaine. Par ailleurs la commune fait partie de l'aire d'attraction de Clamecy, dont elle est une commune de la couronne,. Cette aire, qui regroupe 45 communes, est catégorisée dans les aires de moins de 50 000 habitants,.

### Occupation des sols
L'occupation des sols de la commune, telle qu'elle ressort de la base de données européenne d’occupation biophysique des sols Corine Land Cover (CLC), est marquée par l'importance des forêts et milieux semi-naturels (55,2 % en 2018), une proportion sensiblement équivalente à celle de 1990 (55,4 %). La répartition détaillée en 2018 est la suivante : forêts (55,2 %), terres arables (26,3 %), prairies (15 %), zones agricoles hétérogènes (3,5 %). L'évolution de l’occupation des sols de la commune et de ses infrastructures peut être observée sur les différentes représentations cartographiques du territoire : la carte de Cassini (XVIIIe siècle), la carte d'état-major (1820-1866) et les cartes ou photos aériennes de l'IGN pour la période actuelle (1950 à aujourd'hui).

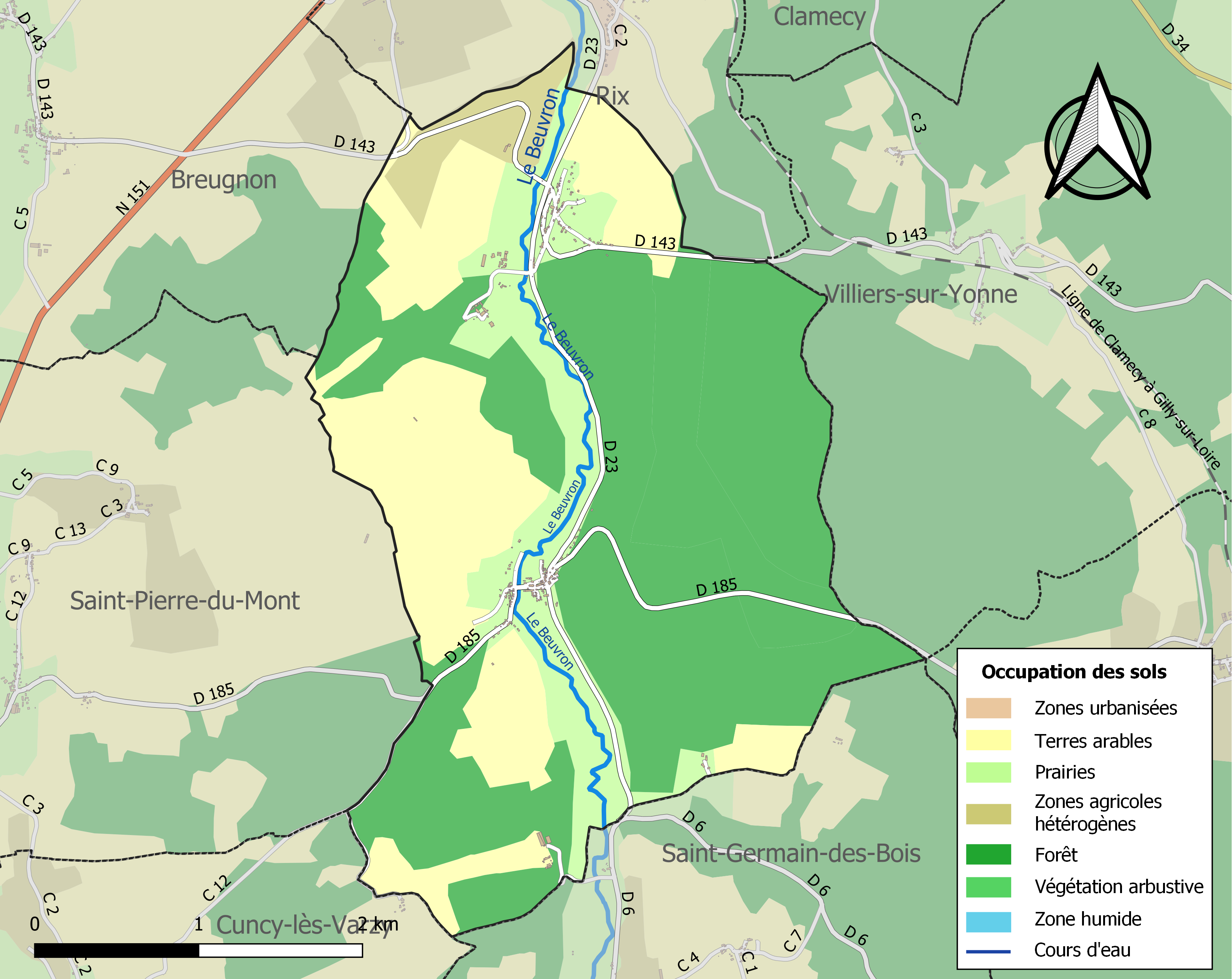
Carte des infrastructures et de l'occupation des sols de la commune en 2018 (CLC).

## Toponymie
On relève les formes suivantes du nom de la commune : Voisna en 1144, Le Vaigne en 1404, Wagnia en 1535, Ouaigne en 1507, Le Ouagnes en 1643, Ouayne en 1677, Vouagne en 1696, Vouaigne en 1698 et Vagina en 1716[réf. incomplète].
Les rues du village jusqu'à très récemment ne portaient pas de nom.

## Histoire

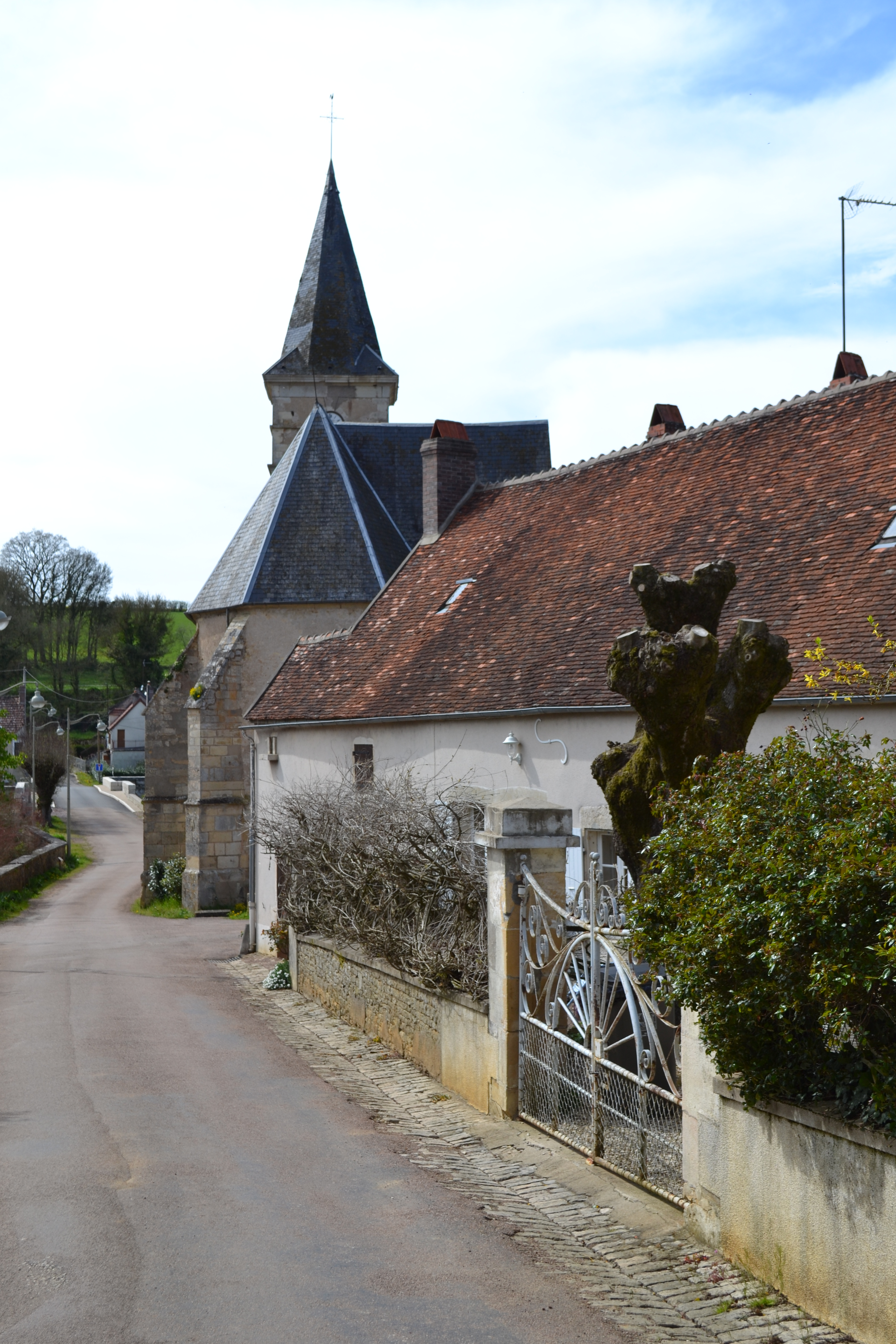
Grand-rue.

- Le territoire garde des traces des anciennes forges (nombreux résidus de fonderie) qui se sont développées dès l'époque gallo-romaine.
- Des restes humains découverts au centre du village à l'occasion de travaux de voirie dans les années 1950 attestent de la présence d'un cimetière aujourd'hui abandonné.
- La première mention du village remonte à 1144 : Voisna.
- En 1662, Nicolas Denohe, curé d’Ouagne, porte plainte contre le curé de Rys et Dominique de Longueville, seigneur de Champmorot, pour voies de fait contre les habitants venus à l’église assister à la messe[14].
- En 1794, le curé de la commune Jacques Portepain est condamné à mort comme "contre-révolutionnaire", à la suite de la dénonciation faite par le curé de la commune voisine de Rix.
- En 1906[15], le nombre d'habitants de Ouagne, qui compte 98 maisons, s'élève à 303 individus. La commune compte un curé, un instituteur, cinq cantonniers, un garde champêtre et quatre gardes particuliers. Les commerçants sont moins de dix : 4 aubergistes, 3 épiciers ou épicières et 1 coiffeur. Les artisans sont beaucoup plus nombreux : 6 maçons, 5 maréchaux-ferrants, 5 charrons, 3 vanniers, 2 meuniers, 2 sabotiers, 2 tisserands, 2 menuisiers, 1 chiffonier, 1 farinier , 1 charretier et, dans la population féminine, 7 couturières et 1 blanchisseuse. Le château emploie une main-d’œuvre importante : 3 cuisinières, 3 femmes de chambre, 2 valets de chambre, 2 cochers, 1 régisseur, 1 gouvernante, 1 lingère, 1 piqueur, 1 basse-courier[16] et 1 jardinier. La catégorie socioprofessionnelle la plus représentée est celle des domestiques (19, dont 17 domestiques agricoles et 2 servantes), suivis par les cultivateurs (17), les  bûcherons (15), les journaliers agricoles (5), les fermiers (5), les jardiniers (3), les vignerons (2) et les bergers (2). On recense également dans la commune 1 « propriétaire-rentier ». Au total, on relève à Ouagne 40 professions différentes. On n’y trouve, selon le recensement de 1906, ni médecin ni notaire ni sage-femme. Il y a 1 étranger : la gouvernante-institutrice du château, irlandaise. Comme dans bon nombre de communes nivernaises, plusieurs familles du village accueillent un « petit Paris », c’est-à-dire un enfant de l’Assistance publique : il y a 10 « enfants assistés » à Ouagne.
- Le 2 septembre 1944 tombent côte à côte à Châteauvert (Ouagne) Jean Roger, des FFI, et le lieutenant Goddard, des forces expéditionnaires britanniques.

### Curés
- Nicolas Denohe (1662)

## Politique et administration
| Période                                  | Période  | Identité              | Étiquette | Qualité |
| ---------------------------------------- | -------- | --------------------- | --------- | ------- |
| Les données manquantes sont à compléter. |          |                       |           |         |
| 1855                                     | 1878     | Charles Rambourg      |           |         |
|                                          |          |                       |           |         |
| mars 2001                                | 2014     | Marie-Thérèse Coudret |           |         |
| mars 2014                                | 2020     | Danielle Konieczny    |           |         |
| 2020                                     | En cours | Bruno Millière        |           |         |

## Démographie
L'évolution du nombre d'habitants est connue à travers les recensements de la population effectués dans la commune depuis 1793. Pour les communes de moins de 10 000 habitants, une enquête de recensement portant sur toute la population est réalisée tous les cinq ans, les populations de référence des années intermédiaires étant quant à elles estimées par interpolation ou extrapolation. Pour la commune, le premier recensement exhaustif entrant dans le cadre du nouveau dispositif a été réalisé en 2007.

En 2022, la commune comptait 148 habitants, en évolution de −4,52 % par rapport à 2016 (Nièvre : −3,28 %, France hors Mayotte : +2,11 %).
| 1793 | 1800 | 1806 | 1821 | 1831 | 1836 | 1841 | 1846 | 1851 |
| ---- | ---- | ---- | ---- | ---- | ---- | ---- | ---- | ---- |
| 307  | 352  | 344  | 340  | 362  | 402  | 402  | 432  | 443  |

| 1856 | 1861 | 1866 | 1872 | 1876 | 1881 | 1886 | 1891 | 1896 |
| ---- | ---- | ---- | ---- | ---- | ---- | ---- | ---- | ---- |
| 398  | 388  | 387  | 399  | 405  | 352  | 361  | 331  | 329  |

| 1901 | 1906 | 1911 | 1921 | 1926 | 1931 | 1936 | 1946 | 1954 |
| ---- | ---- | ---- | ---- | ---- | ---- | ---- | ---- | ---- |
| 342  | 301  | 265  | 289  | 272  | 259  | 199  | 214  | 219  |

| 1962 | 1968 | 1975 | 1982 | 1990 | 1999 | 2006 | 2007 | 2012 |
| ---- | ---- | ---- | ---- | ---- | ---- | ---- | ---- | ---- |
| 155  | 180  | 183  | 189  | 207  | 210  | 179  | 175  | 161  |

| 2017 | 2022 | - | - | - | - | - | - | - |
| ---- | ---- | - | - | - | - | - | - | - |
| 153  | 148  | - | - | - | - | - | - | - |

## Lieux et monuments
- Église des Saints Gervais et Protais, XVIe siècle[21]. Elle présente quelque intérêt en raison de ses vitraux. Elle est inscrite, à l'exception du clocher, au titre des monuments historiques depuis 1971[22].

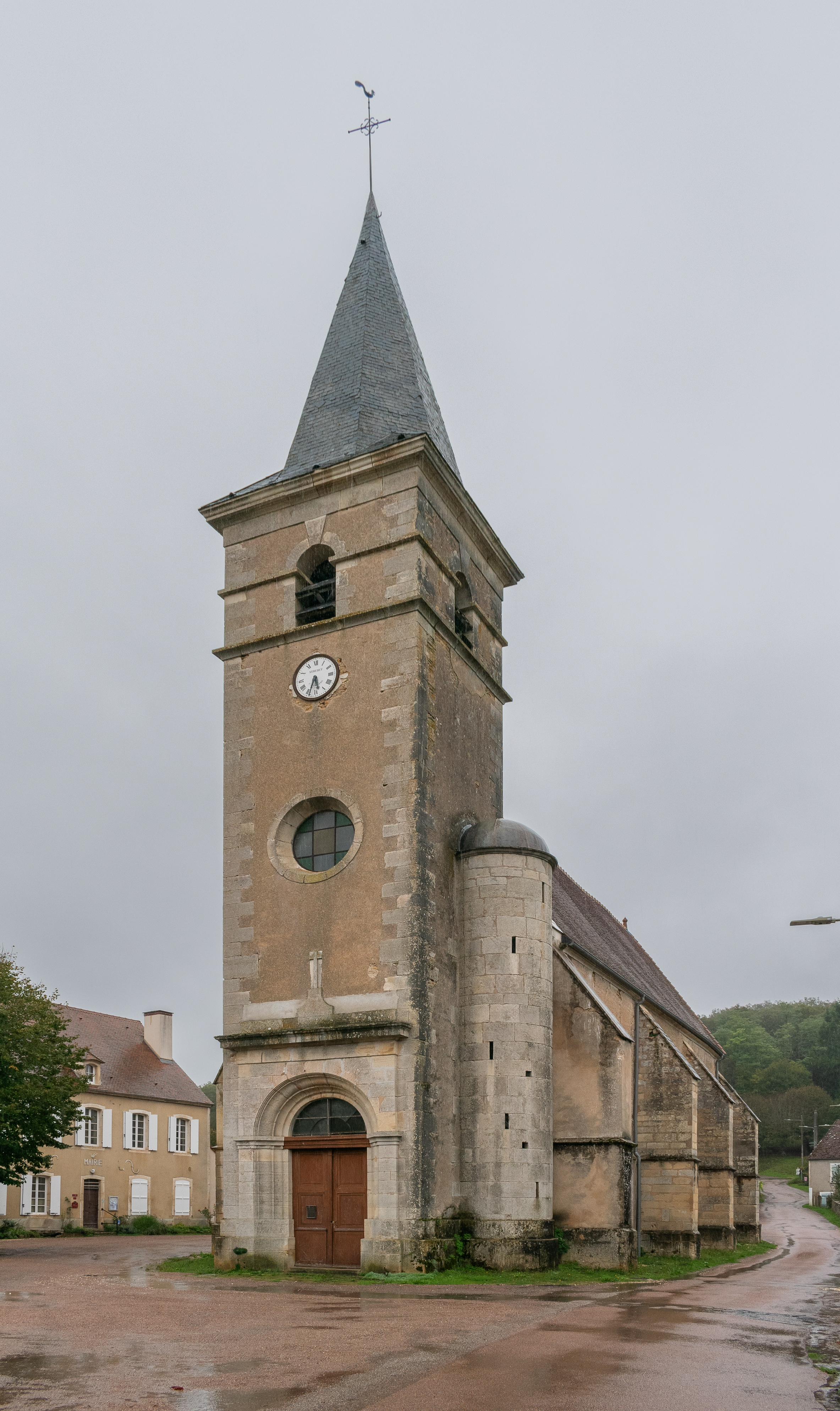
Vue depuis l'ouest.
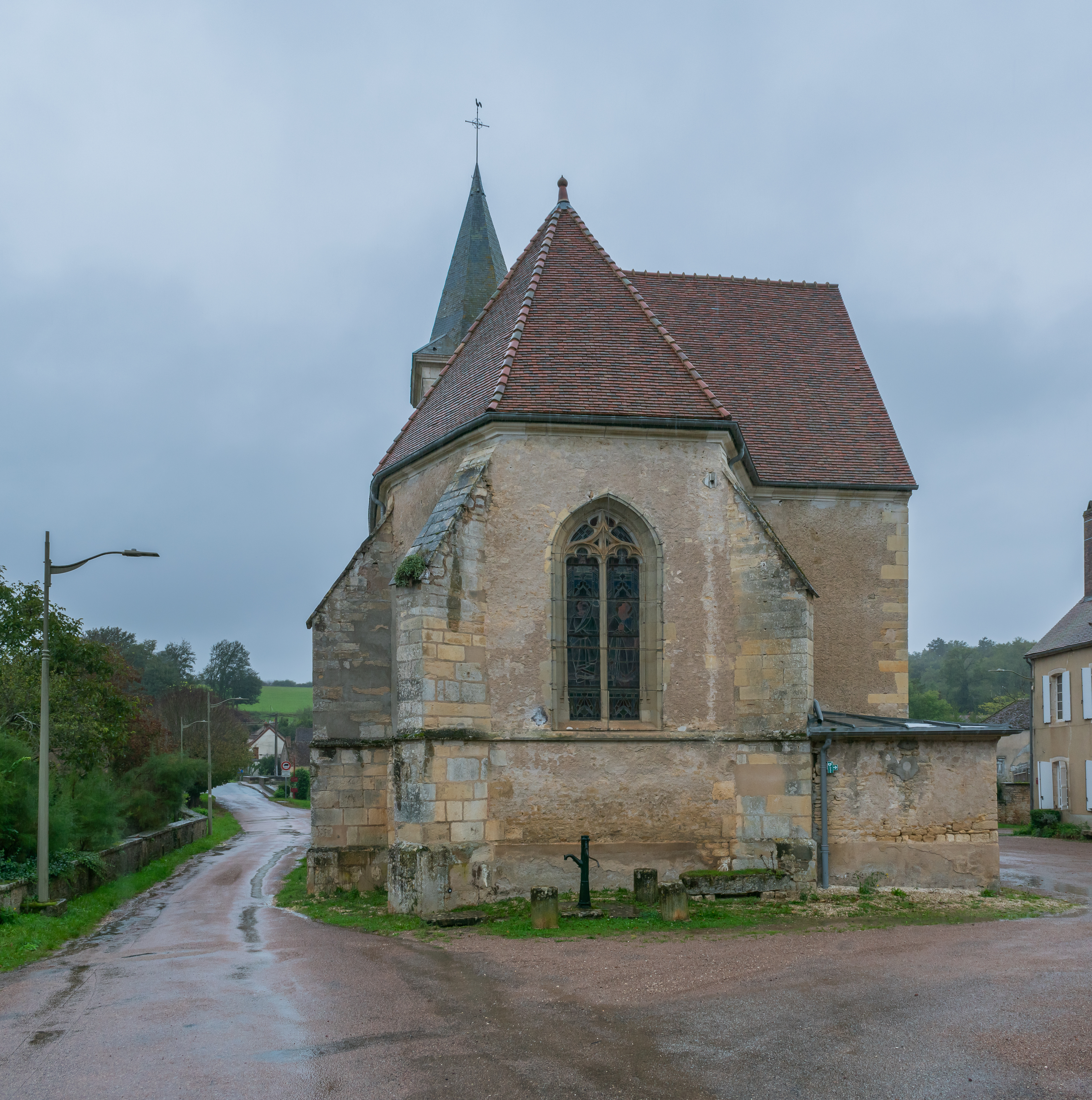
Vue depuis l'est.
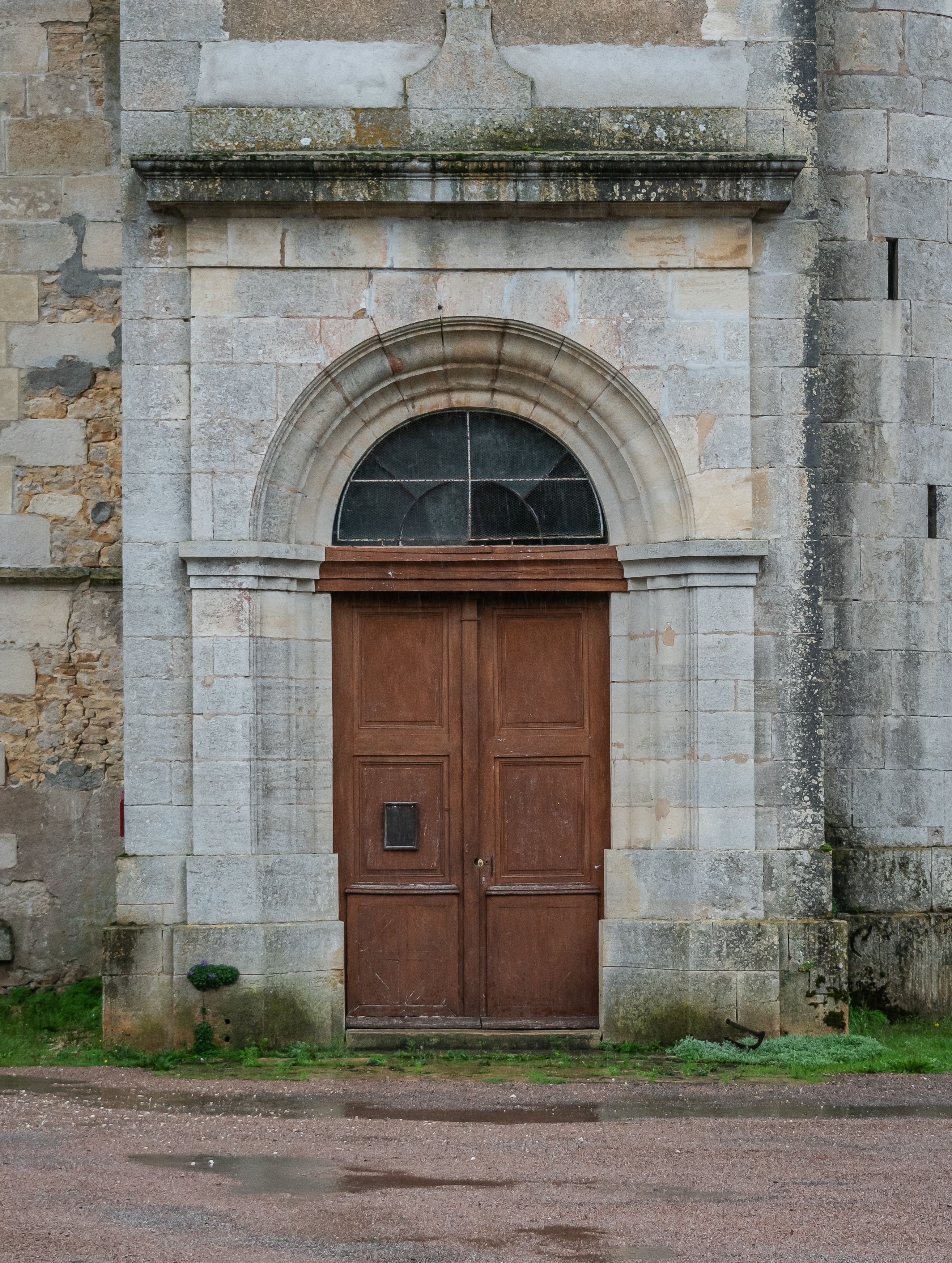
Portail.
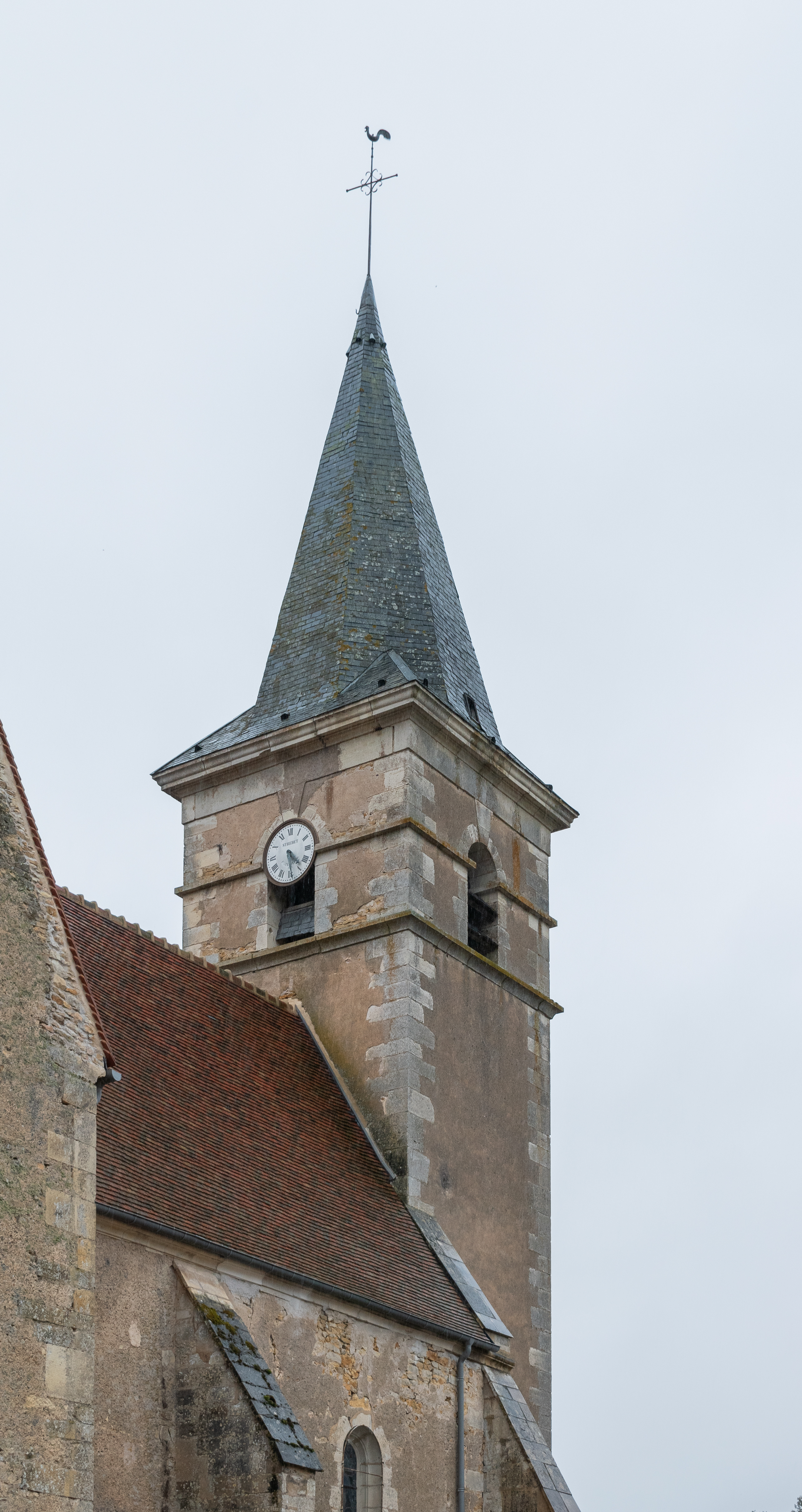
Clocher.
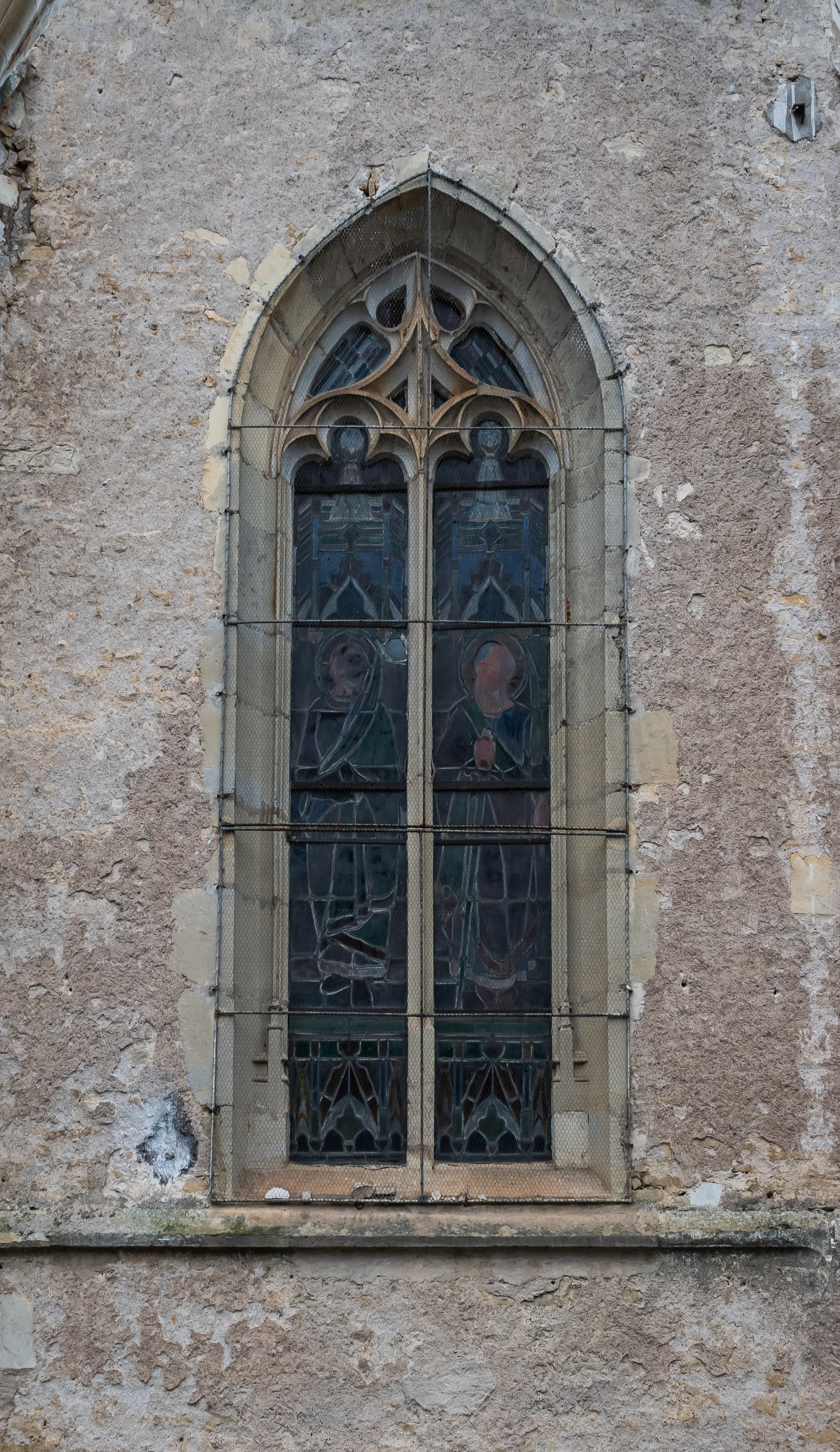
Fenêtre.

- Château de Châteauvert, construit de 1855 à 1859.

## Personnalités liées à la commune
- Pierre Chevalier. Habitant de Clamecy, seigneur de Champmorot en 1368.
- Pierre Chevalier. Seigneur de Champmorot. Il fait construire l'église de Voague en 1515. Il épouse en 1486 Marie Du Plessis, fille de Guillaume marchand à Cosne et de Marie.
- Antoine Chevalier. Fils du précédent. Seigneur de Champmorot en 1526. Châtelain du duc de Nevers en la châtellenie de Clamecy et de Châtel-Censoir en 1549. Il épouse en 1526 Perrette Bourgoing, fille de Guyon, seigneur du Vernay et de Vaujoli, et de Françoise Gastelier. Il se remarie en 1549 avec Marguerite Jacqueron, veuve de François Bretillac contrôleur des deniers d'Avallon.
- Charles Rambourg (1804 - 1878), maire de la commune de 1855 à 1878, chevalier de la Légion d'honneur, fait construire le château de Châteauvert (1855 à 1859) à l'emplacement de l'ancien château partiellement détruit par un incendie[23].